# 粗毛掌叶
粗毛掌叶（学名：Euaraliopsis hispida）为五加科掌叶树属下的一个种。